# Fusarium anguioides
Fusarium anguioides är en svampart som beskrevs av Sherb. 1915. Fusarium anguioides ingår i släktet Fusarium och familjen Nectriaceae.   Inga underarter finns listade i Catalogue of Life.